# 이부스키역
이부스키역(일본어: 指宿駅)은 일본 가고시마현 이부스키시에 있는 규슈 여객철도 이부스키마쿠라자키 선의 역이다. 이부스키 시의 대표역이자, 이부스키 온천의 현관문 역할 기능을 하는 철도 역사이다. 단선 승강장과 섬식 승강장이 합쳐진 복합 형태 구조를 지닌다.

## 타는 곳
| 1 | ■ 이부스키마쿠라자키 선 | (상행) | 기이레 · 가고시마추오 방면 |
| 1 | ■ 이부스키마쿠라자키 선 | (하행) | 야마카와 · 마쿠라자키 방면 |
| 2 | ■ 이부스키마쿠라자키 선 | (하행) | 야마카와 · 마쿠라자키 방면 |
| 3 | ■ 이부스키마쿠라자키 선 | (상행) | 기이레 · 가고시마추오 방면 |

## 이용 현황
| 승차 인원추이 | 승차 인원추이      |
| 연도          | 하루 평균 승차인원 |
| ------------- | ------------------ |
| 2003          | 625                |
| 2004          | 731                |
| 2005          | 699                |
| 2006          | 670                |
| 2007          | 724                |

## 역 주변
- 이부스키 온천

## 인접정차역
| 이부스키마쿠라자키 선       | 이부스키마쿠라자키 선 | 이부스키마쿠라자키 선    |
| --------------------------- | --------------------- | ------------------------ |
| 기이레 가고시마 중앙 방면   | ■ 쾌속 "나노하나"     | 야마카와 야마카와 방면   |
| 니가쓰덴 가고시마 중앙 방면 | ■ 보통                | 야마카와 마쿠라자키 방면 |